# Crocidura theresae
Crocidura theresae — вид ссавців родини Soricidae. Він зустрічається в Кот-д'Івуарі, Гані, Гвінеї, Ліберії та Сьєрра-Леоне. Його природні місця проживання — субтропічні або тропічні вологі рівнинні ліси та вологі савани.